# Euxoa brevipennis
Euxoa brevipennis är en fjärilsart som beskrevs av Smith 1887. Euxoa brevipennis ingår i släktet Euxoa och familjen nattflyn. Inga underarter finns listade i Catalogue of Life.